# Mark Richard Zubro
Mark Richard Zubro, né en 1948 à Racine dans l'État du Wisconsin, est un écrivain américain, auteur de roman policier.

## Biographie
Professeur et ouvertement homosexuel, il vit actuellement[Quand ?] dans l’Illinois et est l’auteur de deux séries policières se déroulant à Chicago et abordant des thèmes gay. 
La première série est consacrée à Tom Mason, un ancien membre de l’US Marine homosexuel devenu professeur à Chicago et dont l’amant, Scott Carpenter, est une star du baseball. Le Faubourg du crime (A Simple Suburban Murder, 1989), son seul roman traduit en français, met en scène ce duo. À la suite de la mort d’un collègue de Tom et de la disparition de son fils, Tom et Scott enquêtent et mettent au jour un réseau de prostitution. Pour les personnages de ce roman, Mark Richard Zubro remporte un Prix Lambda Literary en 1989.
La deuxième série narre les investigations de Paul Turner, un détective de la police de Chicago. Sorry now? (1991), le titre qui inaugure la série, met en scène « la communauté gay de Chicago et raconte l'enquête du policier Paul Turner sur l'assassinat d'une proche d'un télévangéliste homophobe ».

## Œuvre

### Romans

#### SérieTom Mason et Scott Carpenter
- A Simple Suburban Murder (1989) Publié en français sous le titre Le Faubourg du crime, traduit par Hugh Vier, Paris, Gallimard, coll. « Série noire » no 2234, 1990 (ISBN 2-07-049234-6)
- Why Isn't Becky Twitchell Dead? (1991)
- The Only Good Priest (1991)
- The Principal Cause of Death (1992)
- An Echo of Death (1995)
- Rust on the Razor (1996)
- Are You Nuts? (1999)
- One Dead Drag Queen (2001)
- Here Comes the Corpse (2002)
- File Under Dead (2004)
- Everyone's Dead But Us (2006)
- Schooled in Murder (2008)
- Another Dead Republican (2012)

#### SériePaul Turner
- Sorry Now? (1991)
- Political Poison (1994)
- Another Dead Teenager (1996)
- The Truth Can Get You Killed (1998)
- Drop Dead (1999)
- Sex and Murder.com (2002)
- Dead Egotistical Morons (2003)
- Nerds Who Kill (2005)
- Hook, Line, and Homicide (2007)
- Black and Blue and Pretty Dead Too (2011)

### Autre roman
- Foolproof (2009), écrit en collaboration avec Barbara D'Amato et Jeanne M. Dams

## Prix et distinctions notables
- Prix Lambda Literary en 1989 pour les personnages du roman Le Faubourg du crime (A Simple Suburban Murder)

## Sources
- Claude Mesplède (dir.), Dictionnaire des littératures policières, vol. 2 : J - Z, Nantes, Joseph K, coll. « Temps noir », 2007, 1086 p. (ISBN 978-2-910-68645-1, OCLC 315873361), p. 1069.
- Claude Mesplède  et   Jean-Jacques Schleret (Éd. rév. de: SN, voyage au bout de la Noire), Les auteurs de la Série noire, 1945-1995, Nantes, Joseph K, coll. « Temps noir », 1996, 627 p. (ISBN 978-2-910-68611-6, OCLC 300207570), p. 496-497.